# Christian Müller (calciatore 1983)
Christian Müller (Offenbach am Main, 3 agosto 1983) è un ex calciatore tedesco, di ruolo difensore.